# Hulbånd
Hulbånd (også set kaldet patentbånd, montagebånd,  bøjlebånd,  vindtrækbånd,  stormbånd) er et metalbånd eller kunststofbånd med huller i hele dets længde, som benyttes til at fastgøre emner til hinanden. Formålet med de mange huller er, at man blot kan anvende nærmeste hul til montage.
Hulbånd fås i forskellige styrker, bredder og tykkelser.
Hulbånd kan fx være lavet i:
- Stål
- Plastbelagt stål
- Varmforzinket jern
- Elforzinket/galvaniseret jern
- Rustfri stål
- Kobber
- Kunststof

## Metal hulbånd
Metal hulbånd benyttes til at fastgøre byggematerialer til hinanden:
- Trætømmer til trætømmer
- rør til lofter

Metal hulbåndets huller benyttes til søm eller skruer. Maskinskruer anvendes med møtrikker fx til at fastgøre hulbånd rundt om rør eller på kabelbakker.